# Parseierspitze
Il Parseierspitze (3.036 m s.l.m.) è la montagna più alta delle Alpi calcaree nordtirolesi e di tutte le Alpi Nord-orientali.
La prima ascensione alla vetta avvenne nel 1869 ad opera degli alpinisti Joseph Anton Specht e Peter Siess.